# Хидроелектране у Србији
Хидроелектране у Србији производе годишње око 9.180 GWh (2011. година), што је око 25,5% укупне годишње производње електричне енергије. Њихова инсталисана снага износи 2831 MW, што је 34% од укупних инсталисаних електроенергетских потенцијала за производњу струје. Производња варира од хидролошке ситуације и у 2011. години је била мања 26,4% него претходне године.

## Историја хидроелектрана
Прва хидроелектрана у Србији је била пуштена 9. маја 1900. на реци Градац код Ваљева (Хидроелектрична централа на реци Градац). Прва хидроелектрана у Србији са Теслиним системом трофазних струја је била пуштена 2. августа 1900. године, електроцентрала „Под градом“ у Ужицу на Ђетињи. Заустављена 1970, па поново покренута 2000. и ради и данас.
Трећа хидроцентрала је пуштена на речици Вучјанка у Вучју 1903. године. Ради и данас. За ове две и још многе хидроцентрале саграђене пре Првог светског рата у Србији заслужан је Ђорђе Станојевић.
Следећа хидроцентрала била је „Света Петка“ на Нишави из 1908. године и потом „Гамзиград“ на Црном Тимоку близу Зајечара из 1909. године. Обе електране су у оперативном стању и још увек раде.
После Другог светског рата прва хидроелектрана која је била направљена је била „Соколовица“ на Тимоку код Чокоњара, саграђена је 1948. године. Прва хидроелектрана на Дрини је била „Зворник”, пуштена је у рад 1955. године.
Највећа хидроелектрана у Србији "Ђердап 1" је пуштена у погон августа 1970. године. Сви генератори су прорадили пуном снагом 16. маја 1972. године. Последња значајнија хидроелектрана, ХЕ „Пирот“ на Височкој реци, је пуштена у погон 1990. године. Од тада није било значајнијих инвестиција у нове објекте хидроенергетике.

## Списак
Хидроелектране у Србији су:
Од 1988. године, када је пуштена у рад хидроелектрана Ђердап II, у Србији није грађена ниједна нова електрана значајнијег капацитета.

#### Ревитализација
С обзиром да је већи део хидроенергетских објеката и постројења старије од 40 година, од 2000. године су припремани планови за ревитализацију постојећих капацитета. Процењено је да се модернизацијом може снага постојећих генератора повећати за 128 MW (око 4,5%) и додати нових 50 MW. Само на Ђердапу је предвиђено нових 66 MW, у Бајиној Башти 28 MW, у Зворнику 25 MW а на Власинским хидроелектранама још 5 MW.
После више година договарања и чекања, јуна 2011. године ревитализована је турбина 6 на Ђердапу 1. Номинална снага генератора је подигнута на 190 MW. Потом је кренула ревитализација турбине 4 итд.
На хидроелектрани „Бајина Башта“ је од 2010. до 2012. године завршена ревитализација три генератора, а када се ревитализују сва четири добиће се додатна 52 MW, на сваком по 13. Годишња производња ће бити већа за 40 милиона kWh уз инвестицију од 77 милиона евра. Планира се и додавање петог агрегата снаге 42 MW.
Хидроелектране „Овчар Бања“ и „Међувршје“ су ревитализацијом појачане и снага им је подигнута са 13 на 17 MW. 

Планира се да ревитализација турбина и генератора на ХЕ „Зворник“ где се очекује подизање снаге појединих генератора са 24 MWна 32,4 MW и предвиђа се почетак радова за 2013. годину. Такође се планира додавање петог агрегата.

#### Нове електране
На Дрини код Љубовије су планиране још две хидроелектране, „Тегаре“ и „Мала Дубравица“, укупне снаге око 300 MW и још дванаест минихидроелектрана на притокама Дрине, Љубовиђи, Цапарићској и Грачаничкој реци. 
Директор Електропривреде Србије је потписао споразум са представником италијанске компаније „Сећи енергије“ о изградњи три хидроелектране на средњем току Дрине, између Бајине Баште и Зворника, укупне снаге 320 MW за коју је процењена вредност инвестиције око 800 милиона евра. Ове електране ће производити око 1,2 милијарди kWh годишње. Немачка компанија РВЕ је изразила интересовање за изградњу хидроелектрана у горњем току Дрине и у том делу су у разматрању ХЕ „Бук Бијела“ снаге 115 MW, ХЕ „Фоча“ снаге 52 MW, ХЕ „Сутјеска“ снаге 35 MW и ХЕ „Паунци“ снаге 36 MW.
Страни инвеститори су изразили намеру да на Лиму у наредном периоду саграде две хидроелектране, „Бродарево 1“ и „Бродарево 2“, укупне снаге 56 MW уз процењену вредност инвестиције од 140 милиона евра. Поред овога, на Лиму је најављена и изградња реверзибилне хидроелектране „Бистрица“
Искоришћење потенцијала Велике Мораве је први пут поменуто 24. маја 2011. године када је потписан уговор између Електропривреде Србије и немачке компаније РВЕ о намери да се изгради 5 хидроелектрана укупне снага 150 MW по цени од 352 милиона евра. Требало би да градња почне 2014. године.
На реци Ибар је предвиђена изградња 10 малих хидроелектрана укупне снаге 103 MW, коју ће заједно градити ЕПС и италијанска фирма „Сећи енергија“, уз претпостављену инвестицију од 284 милиона евра.
У плану је скора изградња следећих хидроелектрана: ХЕ Рибарићи, ХЕ Врутци, РХЕ Рибарићи а можда и ХЕ Свође, ХЕ Паклештица и ХЕ Ариље. За неке локације постоји интересовање страних инвеститора.
Такође је утврђено да је на постојећим електранама и водопривредним акумулацијама могуће изградити мале хидроелектране МХЕ Језеро, МХЕ Мала Врла 1, МХЕ Завој и МХЕ Пирот.

## Хидроенергетски потенцијал
Хидроенергетски потенцијал у Србији је анализиран у Водопривредној основи Републике Србије из 1996. године коју је израдио институт „Јарослав Черни“. Бруто потенцијал од вода које отичу водотоковима у Србији износи 27,2 TWh/год. Оквирне вредности бруто потенцијала по рекама су: 
Од овога, технички искористиви потенцијал износи 19,8 TWh/год. До сада је већ искоришћено 10,3 TWh/год овог потенцијала. Од неискоришћених 9,5 TWh/год је део и економски исплатив.
Постоје планови за искоришћење остатка хидро потенцијала. Постоји одређено више од 50 локација са предвиђеним потенцијалом преко 10 MW и више од 850 локација на којима је могуће укупно инсталирати око 450 MW (малих електрана у распону од 100 kW до 10 MW). Међу већим потенцијалним хидроелектранама се помиње ХЕ Нови Сад која би на Дунаву искористила око 1,1 TWh/год. 
Хидроелектране на горњем току Дрине и Лиму представљају значајан потенцијал, али постоји више варијанти и свака се може реализовати искључиво сарадњом Србије, Црне Горе и Републике Српске. Стога је овај део најпроблематичнији за планирање и нејасан поводом избора коначног решења. Дрина у средњем току има још 1,5 TWh/год, а у доњем току још 1,4 TWh/год неискоришћене енергије. 
На Великој Морави се може са 6 или 7 каскада искористити до 830 GWh/год. Према једној од могућности се предвиђа изградња 7 каскада, успостављање пловног пута од Сталаћа до ушћа у Дунав, уз искоришћење снаге од око 270 MW. Сви остали сливови су скромнијих могућности.
Међутим, нису сва акумулациона језера предвиђена за хидроелектране. Нека од њих су намењена снабдевању регионалних водовода. Такве су акумулације Велики Рзав, Лепенац, Расина, Студеница итд.

## Реверзибилне хидроелектране
Реверзибилне хидроелектране су нешто другачија врста енергетског објекта. Оне се могу посматрати као велики акумулатори, спремници енергије, који служе да карактеристичну дневну већу потрошњу струје надокнаде на рачун ноћне мање потрошње чувајући ноћну енергију за дневну потрошњу. 
Постојао је пројекат из 1973. године да се близу Голупца направи реверзибилна хидроелектрана, али је цео пројекат остао заборављен све до 25. јануара 2009. када је објављена вест да се воде разговори о изградњи Ђердапа 3. Пројектована снага би требало да буде 2400 MW и планирана инвестиција је прво пројектована на 3 милијарде евра, али је касније прилагођена на 5-6 милијарди. Немачка фирма РВЕ Иноги је потписала меморандум са Електропривредом Србије о изградњи реверзибилне хидроелектране Ђердап 3. новембра 2009. године а званичници Србије су преговарали о финансирању овог подухвата и са Развојном банком Кине
Веома реалном и исплативом се сматра изградња реверзибилне хидроелектране „Бистрица“ са 4 генератора по 170 MW (укупно 680) са предвиђеном инвестицијом 550 до 600 милиона евра.

## Класификација
Према важећим правилима се у хидроелектране рачунају производни капацитети већих снага од 10 MW.
Мање снаге се категоризују у минихидроелектране (од 100 kW до 10 MW) и микрохидроелектране (до 100 kW).
Према Закону о енергетици од 2011. године хидроелектране снага испод 30 MW се сматрају повлашћеним произвођачима електричне енергије.

### Мале хидроелектране
У Србији је идентификовано 856 места где је могуће направити малу хидроелектрану снаге до 10 MW. Процена је да се на овим локацијама технички може искористити до 450 MW, односно да се годишње може произвести око 1600 GWh електричне енергије. Тренутно на водотоковима постоји 31 мала хидроелектрана, а Електропривреда Србије је планирала подизање кредита за изградњу још 26 малих хидроелектрана.
Списак река и карактеристике локација за електране је могуће видети на сајту Министарства рударства и енергетике од 2012. године. Министарство енергетике, развоја и заштите животне средине је објавило јавни позив за изградњу хидроелектрана на 317 локација фебруара 2013. године. Министарство задужено за енергетику у Србији је уредило систем са повлашћеним произвођачима електричне енергије и објављује редовно списак таквих произвођача међу којима се налазе и мале хидроелектране..
Електропривреда Србије је власник извесног броја малих хидроелектрана, неке од њих су ревитализоване, а у план је стављена изградња и неких нових електрана. Једна од њих је ХЕ Првонек на Бањској реци код Врања, нови енергетски објекат на постојећој брани, која је завршена 1. децембра 2011. године и пуштена у рад. Има два агрегата, 110 и 800 kW), а цена изградње је била око 1,5 милиона евра. Пројектована је за годишњу производњу електричне енергије 2,5 MWдо 3 милиона kWh.